# Phorbia arvensis
Phorbia arvensis este o specie de muște din genul Phorbia, familia Anthomyiidae, descrisă de Robineau-desvoidy în anul 1830.
Este endemică în Franța. Conform Catalogue of Life specia Phorbia arvensis nu are subspecii cunoscute.